# Zsa Zsa
Zsa Zsa [ʒɒ ʒɒ] ist ein weiblicher Vorname. 

## Herkunft und Bedeutung
Vermutlich die Kurzform von Zsuzsanna.

## Bekannte Namensträgerinnen
- Zsa Zsa Gabor (1917–2016), US-amerikanisch-ungarische Schauspielerin
- Zsá Zsá Inci Bürkle (* 1995), auch nur Zsá Zsá, deutsche Schauspielerin und Sängerin